# Bufonacridella sumakovi
Bufonacridella sumakovi är en insektsart som beskrevs av Adelung 1910. Bufonacridella sumakovi ingår i släktet Bufonacridella och familjen gräshoppor. Inga underarter finns listade i Catalogue of Life.